# ماري روز أوكار
ماري روز أوكار (بالإنجليزية: Mary Rose Oakar)‏ ـ (ولدت في كليفلاند في 5 مارس 1940) هي سياسية ديمقراطية أمريكية من أصول لبنانية وسورية، كانت نائبة عن ولاية أوهايو بمجلس النواب الأمريكي (1977 ـ 1993)، خلفًا لجيمس فنسنت ستانتون، وهي أول امرأة ذات توجه ديمقراطي تفوز بمقعد في الكونغرس عن ولاية أوهايو، وأول أمريكية من أصول عربية تنال عضوية الكونغرس. تشغل حاليًا عضوية مجلس ولاية أوهايو للتعليم.